# جيم ارين
جيم ارين (بالإنجليزية: Jim Warren)‏ هو رسام أمريكي، ولد في 24 نوفمبر 1949 في لونغ بيتش في الولايات المتحدة.

## وصلات خارجية
- الموقع الرسمي